# جون هاركينز (ممثل)
جون هاركينز (بالإنجليزية: John Harkins)‏ مواليد 7 سبتمبر 1932 في سانت لويس، الولايات المتحدة - الوفاة 5 مارس 1999 في بورتولا فالي، الولايات المتحدة، هو ممثل أمريكي بدأ مسيرته الفنية سنة 1955.

## الأعمال
- أن تكون هناك
- بيردي
- أليس
- ذا غولدن غيرلز
- هانتر
- ماتلوك

## روابط خارجية
- جون هاركينز على موقع IMDb (الإنجليزية)
- جون هاركينز على موقع ميوزك برينز (الإنجليزية)
- جون هاركينز على موقع قاعدة بيانات برودواي على الإنترنت (الإنجليزية)
- جون هاركينز على موقع قاعدة بيانات الفيلم (الإنجليزية)